# ウチダ和漢薬
株式会社ウチダ和漢薬（ウチダわかんやく）は、東京都荒川区に本社を置く漢方薬メーカーである。1947年（昭和22年）創業。生薬、漢方製剤、生薬製剤などを製造販売している。

## 沿革
- 1947年9月 - 創業者内田庄治により和漢薬種問屋内田商店を創立
- 1951年6月 - 和漢薬の正しい普及と業界の発展のため、月刊誌「和漢薬」を創刊
- 1952年7月 - 資本金30万円にて株式会社内田商店に組織を変更
- 1968年12月 - 大潟出張所に医薬品製造業の許可を得て、大潟工場とし、各種漢方製剤の製造を開始
- 1973年1月 - 商号を株式会社ウチダ和漢薬に変更
- 1973年12月 - 吉川工場を開設
- 1995年6月 - 中国天津市に合弁会社｢天津新内田製薬有限公司｣を設立
- 2009年5月 - 「牛黄カプセル」を発売
- 2013年3月 - 天津新内田製薬移転
- 2014年2月 - 大潟第二工場の名称を新潟工場に変更
- 2014年9月 - 「原末・牛車腎気丸」を発売
- 2015年4月 - 「牛黄カプセル・極」を発売

## 製品
- 生薬（医療用、一般用、食品）
- 一般用医薬品（丸剤、散剤、煎じ薬、エキス剤、生薬製剤、軟膏剤）
- 医薬部外品（浴剤）
- 健康食品
- 食品